# Буше-Леклерк, Огюст
Огюст Буше-Леклерк (фр. Auguste Bouché-Leclercq; 30 июля 1842 года, Франсьер (фр.), департамент Уаза (О-де-Франс) — 19 июля 1923 года, Ножан-сюр-Марн (О-де-Франс)) — известный французский историк, педагог, профессор, доктор наук, член Академии надписей и изящной словесности (с 1898).

## Биография
Сын фермера. Окончил семинарию, учительствовал с 1861 г. Путешествовал, давая частные уроки, по Италии и Германии. В 1866 году работал учителем гимназии в Мо.
В 1872 году получил докторскую степень по философии. Преподавал историю древней Греции и эллинизма в ряде высших учебных заведений Франции и Парижа. С 1873 по 1878 был профессором древнегреческой литературы на философском факультете Университета Монпелье. В 1887 году стал профессором древней истории в Парижском университете.

## Научная деятельность
Исследования Буше-Леклерка сосредоточились, главным образом, на древней истории религии и истории эллинизма. Он автор ряда ценных работ о династии Птолемеев и государстве Селевкидов. Занимался также переводами произведений немецких историков на французский язык.
Важнейшие труды Буше-Леклерка относятся к эллинистической эпохе, одним из лучших современных знатоков которой он был. Крупнейшие сочинения его: «Histoire des Lagides» (4 vis, Paris, 1903—04); «Histoire des Seleucides»(Paris, 1913); «Leзonsd’histoire Grecque» (édit. 3, 1913); «Histoire de la divination dans l’antiquité» (несколько изданий; есть русский перевод).

## Избранные труды
- Les Pontifes de l’ancienne Rome (1871)
- Giacomo Leopardi, sa vie et ses œuvres (1874)
- Histoire De La Divination Dans L’Antiquité (1879)
- Histoire Grecque (1883)
- Manuel des Institutions romaines (1886)
- Histoire De La Grèce Sous La Domination Des Romains (1888)
- L’astrologie grecque (1899)
- Leçons D’Histoire Grecque (1900)
- Histoire des Lagides (1903)
- Histoire des Séleucides (1913).

## Награды
- Офицер Ордена Почётного легиона
- Офицер Ордена Святых Маврикия и Лазаря (Сардиния)